# Gisela Kahn Gresser
Gisela Kahn Gresser (Detroit, Michigan, 8 de febrer de 1906 – 4 de desembre de 2000) va ser una jugadora d'escacs nord-americana. Va dominar els escacs femenins als Estats Units entre els anys entre 1944 i 1969, en què va guanyar nou cops el Campionat d'escacs femení dels EUA.

## Resultats destacats en competició
Gresser va aprendre a jugar als escacs a una edat molt tardana. En un creuer de França a Nova York a finals de la dècada de 1930, va agafar en préstec un manual d'escacs d'un company de viatge i va aprendre a jugar ella sola. Al final del creuer, hi estava enganxada. El 1938, va ser espectadora del primer torneig del Campionat d'escacs femení dels EUA, organitzat per Caroline Marshall (esposa del campió nord-americà Frank Marshall) i celebrat al Rockefeller Center de la ciutat de Nova York (guanyat per Adele Rivero). Va jugar per primera vegada el campionat el 1940, i el 1944 el va guanyar amb una puntuació perfecta. El va tornar a guanyar el 1948 (amb Mona May Karff), 1955 (amb Nancy Roos), 1957 (amb Sonja Graf), 1962, 1965, 1966 (amb Lisa Lane), 1967 i 1969 (amb 63 anys).
A més dels seus èxits repetits al Campionat d'escacs femení dels Estats Units, Gresser també va jugar al torneig del Campionat del món d'escacs femení de 1949-50, i posteriorment en sis cicles del Campionat del món femení: cinc tornejos de candidates (1955, 1959, 1961, 1964, i 1967) i un torneig interzonal (1971). Va jugar amb l'equip nord-americà en tres Olimpíades d'escacs femenines (1957, 1963 i 1966). Va guanyar el Campionat Obert femení dels Estats Units de 1954. L'abril de 1963, es va convertir en la primera dona als Estats Units a obtenir un títol de Mestre, amb un Elo de 2211.
També va escriure un article per al número d'octubre de 1950 de Ladies Home Journal, titulat "Vaig anar a Moscou". Mrs. Gresser ("Sra." era el seu títol preferit) va rebre lliçons del Mestre Internacional Hans Kmoch i el Gran Mestre Arthur Bisguier.
Va ser (amb Karff) una de les tres primeres jugadores d'escacs als Estats Units, i una de les disset primeres jugadores del món, en rebre el títol de Mestre Internacional Femení el 1950 quan la FIDE va crear títols oficials. També va ser la primera dona nord-americana a ser incorporada al Saló de la Fama dels Escacs dels Estats Units.

## Vida personal
Gresser va estudiar clàssics a Radcliffe. Va guanyar una prestigiosa beca Charles Elliott Norton, que va utilitzar per continuar els seus estudis a l'American School of Classical Studies d'Atenes, Grècia. El 1927, va tornar a Nova York, on es va casar amb William Gresser, un advocat i musicòleg de la ciutat de Nova York, que va morir el 1982. Era mestressa de casa i va criar els seus dos fills, Ion i Julian. Gresser va ser un pintor i músic consumat, així com un erudit clàssic. Va anar de safari moltes vegades, fins i tot als vuitanta anys.

## Partides notables

### Gresser vs. Karff, Nova York 1944
Gresser (amb blanques) derrota el seu principal rival pel Campionat d'escacs femení dels EUA. La partida va ser anotada per Edward Lasker per a Chess Review.

1.e4 c5 2.Cf3 e6 3.d4 cxd4 4.Cxd4 Cf6 5.Cc3 Ab4 6. e5! Cd5 7.Ad2 Axc3? Deixant el flanc de rei desprotegit per una peça menor. 8.bxc3 Dc7 9.f4 Cxc3 10.Dg4 Més fort era 10. Df3 Cd5 11. Cb5 Dc5 12. Cd6+ Rf8 13. Dh5 g6 14. Dh6+ Rg8 15.c4 seguit de Ce4 i Cf6. 10...OO 11.Ad3 Cd5 12.c4 f5 13.Dh4 Dc5! 14.Cb3 De7! 15.Dh3 Cb4 16.Ab1 C8c6 17.a3 Ca6 18.OO! 18.g4 g6 19. Tg1 d6 defensa i contraataca. 18... d6 Probablement millor era 18... b6, seguit de ... Cc5, ... Aa6, i ... Tac8. 19.exd6 Dxd6 20.Ac3 Cc5 21.Ac2 Cxb3 22.Axb3 Te8 23.Dg3 Dc7 24.Rh1 Te7 Les negres podrien considerar 24... e5 retornant el peó. 25.Tad1 Ad7 26.Td3! Tae8 26... e5 no funciona després de 27.c5+ Rh8 28.fxe5 Cxe5 29. Txd7; o 27... Ae6 28. Ae6+ Txe6 29.fxe5 Cxe5 30. Td6! 27.Tfd1 Ac8 28.c5 Rh8 29.Aa4! Td8? 30.Dh4 30. Txd8+ Cxd8 31. Ae5 Da5 32. Dg5 guanya material immediatament. 30...Txd3? Lasker al principi va recomanar 30... Ted7 perquè les blanques només reben un escac continu després de 31. Axg7+ Rxg7 32. Tg3+ Rf8. Posteriorment, va reconèixer que, tal com van assenyalar Frank Marshall i Harold Phillips, les blanques podrien mantenir bones oportunitats de guanyar amb 31. Dh5! Txd3 32. Txd3 Rg8 33. Tg3. 31.Txd3 Td7 Les blanques amenaçaven 32. Axc6 bxc6 33. Ae5, o si 32... Dxc6 33. Td8+ Te8 34. De7! 32 Th3 h6 33 Dxh6 1-0 Les negres abandonen.

### Gresser vs. Rudenko, Moscou 1949-50
Gresser (amb blanques) domina Liudmila Rudenko, que va guanyar el vuitè campionat del món femení en aquest campionat amb 11½ punts en 15 partides (+9 =5 -1), i li provoca la seva única derrota.

1.e4 e5 2.Cf3 Cc6 3.Ab5 Ac5 4.c3 f5 5.d4 fxe4 6.dxc5 exf3 7.Dxf3 Cf6 8.Ag5 OO 9.OO De7 10.Ac4+ Rh8 11.b4 a5 12.Axf6 Txf6 13.Dd5 Tf8 14.b5 Cd8 15.Cd2 c6 16.Dd6 Dxd6 17.cxd6 b6 18.Tfe1 cxb5 19.Axb5 Cf7 20.Cc4 Aa6 21.Axa6 Txa6 22.Cxe5 Cxd6 23.Cxd7 Tc8 24.Tad1 b5 25.h3 Cf7 26.Te7 Rg8 27.Tde1 Cd6 28.T1e6 Txc3 29.Ce5 h6 30.Td7 Tc5 31.Cf7 Cxf7 32.Txa6 Ce5 33.Tb7 b4 34.Taa7 Cc6 35.Txg7+ Rf8 36.Taf7+ Re8 37.Tb7 Tf5 38.Tg8+ Tf8 39.Txf8+ Rxf8 40.Tb6 Ce5 41.Txh6 1-0